# الکسیس مسیدورو
الکسیس مسیدورو (انگلیسی: Alexis Messidoro؛ زادهٔ ۱۳ مهٔ ۱۹۹۷) بازیکن فوتبال اهل آرژانتین است.
از باشگاه‌هایی که در آن بازی کرده‌است می‌توان به باشگاه فوتبال بوکا جونیورز نیز اشاره کرد.